# Zipp Otis
Zipp Otis – mały skuter miejski firmy Zipp Skutery.  
Skuter produkowany jest w wersjach z silnikiem czterosuwowym 4T i dwusuwowym 2T. Produkowany w latach 2007–2009 w Chinach na zlecenie, składany w Polsce, w Przasnyszu. w 2013 roku ponownie wprowadzony do produkcji po gruntownym faceliftingu.  
W wersji 2T schowek pod siedzeniem jest mniejszy, umieszczono tam zbiornik oleju.
Dane techniczne silnika 4T:
- Silnik: jednocylindrowy, czterosuwowy, chłodzony powietrzem
- Pojemność: 49 cm³
- Sprężanie: 10,5:1
- Moc maks: 2,2 kW (2,99 KM) przy 7500 obr./min
- Maks. moment obrotowy: 2,9 Nm przy 7000 obr./min
- Zasilanie: gaźnik
- Akumulator: 12V/4Ah
- Podwozie: rama z rury stalowej
  - Hamulec przód: hydrauliczny tarczowy
- Hamulec tył: mechaniczny bębnowy
- Opony: 10 cali
- Pojemność zbiornika paliwa: 5 l
- Kolorystyka: czerwono-srebrny, niebiesko-srebrny

Dane techniczne silnika 2T:
- Silnik: jednocylindrowy, dwusuwowy, chłodzony powietrzem
- Pojemność: 49 cm³
- Sprężanie: 8:1
- Moc maks: 2,75 kW (3,75 KM) przy 8000 obr./min
- Maks. moment obrotowy: 3,50 Nm przy 6500 obr./min
- Zasilanie: gaźnik
- Akumulator: 12V/4Ah
- Hamulec przód: hydrauliczny tarczowy
- Hamulec tył: mechaniczny bębnowy
- Opony: 10 cali
- Pojemność zbiornika paliwa: 4 l
- Kolorystyka: żółto-czarny, czerwono-czarny